# PROP-1
PROP1 è un gene umano codificante per la proteina Homeobox protein prophet of Pit-1.
PROP1 ha sia un'attività legante il DNA, che attivante la trascrizione. La sua espressione porta a genesi delle cellule gonadotrope dell'ipofisi così come le somatotrope, lattotrope e tireotrope. Mutazioni inattivanti PROP-1 causano deficit di ormone luteinizzante (LH; MIM 152780, ormone follicolo-stimolante (FSH; MIM 136530), ormone della crescita (GH; MIM 139250), prolattina (PRL; MIM 176760) e ormone tireostimolante (TSH; MIM 188540). (CPHD; MIM 262600).[supplied by OMIM]